# The Woman in Black
The Woman in Black es una película de horror británica dirigida por James Watkins y protagonizada por Daniel Radcliffe. Esta nueva versión de la película homónima de 1989 está, a su vez, basado en una novela de Susan Hill. La película, titulada La Mujer de Negro en España y La Dama de Negro en Hispanoamérica, se estrenó el 3 de febrero en Estados Unidos, el 10 de febrero en el Reino Unido y el 17 de febrero en España.

## Argumento
Arthur Kipps (Daniel Radcliffe) es un notario viudo inglés de unos 30 años de edad que vive en el Londres de la primera década de 1900. Este hombre recibe un ultimátum: si no vende la mansión Eel Marsh, será despedido. Cuando llega al pequeño pueblo, en el que no es bien recibido y donde todos intentan que se marche lo antes posible, se da cuenta de que la tarea no va a ser nada fácil. Mucho menos cuando ve que la mansión está situada en un pequeño islote, rodeada de pantanos y separada del resto del pueblo por la marea.
Lo que no imagina es que en la mansión habita el espíritu de una mujer, conocida entre los lugareños como La Mujer de Negro, que se suicidó tras la muerte de su hijo Nathaniel. Al parecer, la mujer se llamaba Jennett y su hermana y cuñado adoptaron al pequeño Nathaniel alegando que Jennett era mentalmente incapaz de criarlo. Una vez muerto su hijo, Jennett no sólo culpó a su familia de no haber evitado el fallecimiento y se suicidó: además, su espíritu incita a los niños del pueblo a suicidarse cuando alguien se cruza con ella.
La llegada de Arthur al pueblo, no sólo alborota a los habitantes, también al espíritu y los suicidios infantiles empiezan a ser más frecuentes: estando en la comisaría, llegan dos niños con su hermana Victoria Hardy, que ha bebido lejía. La niña vomita sangre y muere en los brazos de Arthur, que ve la silueta de la Mujer de Negro por el escritorio. 
Arthur encuentra los papeles de la relación entre Jennett y su hermana, Alice: Jennett negó el veredicto de Alice cuando argumentó que su hermana sufría problemas mentales. Además, Jennett solicitó ver a su hijo y la petición le fue denegada. Arthur averigua, gracias al certificado de defunción del pequeño, que Nathaniel se ahogó cuando el coche en el que iba cayó al pantano. Culpando a su hermana Alice por haberse salvado a sí misma y haber dejado al cadáver del Nathaniel en el pantano sin un entierro apropiado, Jennett se colgó en su habitación.
Al regresar al pueblo, Arthur ve que hay un incendio y entra en la casa para salvar a una niña. Ve como la Mujer de Negro llama a la niña y cómo esta muere quemada. Después de esto, todo el pueblo pide a Arthur que se marche, pero él tiene una idea: encontrar el cadáver del pequeño Nathaniel y enterrarlo, para tranquilidad de su madre. Para ello, cuenta con la ayuda de Sam Daily (Ciarán Hinds), el cual ve el espíritu de su hijo en la mansión y se puede despedir de él. Mientras, Arthur y Daily entierran el cadáver del niño en la tumba de su madre y abandonan el lugar.
Ya en la estación de tren, de regreso a casa, Arthur se encuentra con su hijo de cuatro años. Éste, sin que su padre se de cuenta, ve a la Mujer de Negro al otro lado de la vía y cruza para reunirse con ella. Arthur, que está hablando con Daily, se da cuenta de lo que está sucediendo y salta a las vías para salvar a su hijo justo cuando pasa el tren.
Sam Daily ve como la Mujer de Negro está rodeada de los espíritus de todos los niños del pueblo a los que incitó a suicidarse y se da cuenta de lo que ha ocurrido. Arthur y su hijo han muerto, atropellados por el tren. Ve como Daily y la niñera lloran desconsoladamente y como el espíritu de su mujer acude junto a ellos para dirigirse al Más allá. Arthur acata la llamada de su mujer, juntos recorren un camino cubierto por una densa neblina. Todo esto, bajo la atenta mirada de la Mujer de Negro, detrás de una ventana.

## Elenco
| Personaje       | Actor |
| --------------- | --- |
| Arthur Kipps    | Daniel Radcliffe                                                                                                   |
| Sam Daily       | Ciarán Hinds |
| Elizabeth Daily | Janet McTeer |
| Stella Kipps    | Sophie Stuckey |
| Jennet Humphrey | Liz White |
| Alice Drablow   | Alisa Khazanova |
| Keckwick        | Daniel Cerqueira (enlace roto disponible en Internet Archive; véase el historial, la primera versión y la última). |
| Sr. Jerome      | Tim McMullan (enlace roto disponible en Internet Archive; véase el historial, la primera versión y la última).     |
| Sr. Bentley     | Roger Allam |
| Lucy Jerome     | Aoife Doherty |
| Gerald Hardy    | Victor McGuire |
| Victoria Hardy  | Alexia Osborne |
| Collins         | David Burke |

### Crítica
La película recibió críticas mixtas a positivas por parte de la crítica especializada. Cuenta con una tasa de aprobación del 67% en Rotten Tomatoes basado en 194 reseñas, con una calificación de 5.8 sobre 10, con un consenso que dice: Tradicional hasta el extremo, La Mujer de Negro está inundada de terror -. aunque no puede proporcionar suficiente para los espectadores en sintonía a lo moderno, de gran terror. La película ha recibido una calificación de 62/100 en Metacritic, lo que indica "críticas generalmente favorables". 

### Taquilla
Durante el primer fin de semana la película recaudó 20 millones de dólares, situándose en el segundo lugar de la taquilla (detrás de Chronicle, que ganó cerca de 21 millones).